# Greg Antonacci
Gregory Gerald Antonacci (* 2. Februar 1947 in New York City, Vereinigte Staaten; † 20. September 2017 in Massapequa, New York) war ein US-amerikanischer Filmproduzent, Drehbuchautor, Filmregisseur und Schauspieler. Einem breiteren Publikum war er durch seine Rollen in Fernsehserien als Butch DeConcini in Die Sopranos (9 Folgen, 2006–2007) und als Johnny Torrio in Boardwalk Empire (19 Folgen, 2010–2014) bekannt.

## Leben
Antonacci wuchs in Hell’s Kitchen, New York City auf. Er war zwischen 1978 und 1980 mit der Schauspielerin Annie Potts verheiratet. Er hatte drei Kinder, einen Sohn und zwei Töchter.

## Filmografie (Auswahl)

### Schauspieler
- 1970: The Great Santa Claus Switch (Film, Stimme für Additional Muppet)
- 1978: Soap – Trautes Heim (Soap, 3 Folgen)
- 1978–1979: Detektiv Rockford – Anruf genügt (The Rockford Files, 2 Folgen)
- 1979: Makin’ It (9 Folgen)
- 2006–2007: Die Sopranos (The Sopranos, 9 Folgen)
- 2010–2014: Boardwalk Empire (19 Folgen)

### Als Filmproduzent, Drehbuchautor, Regisseur
- 1984–1986: Unter Brüdern (Brothers, Drehbuch, 22 Folgen)
- 1988: Splash, Too – Die Nixe aus New York (Splash, Too, Regie, TV-Film)
- 1991–1992: Die verrückten Royals (The Royal Family, Drehbuch, 15 Folgen)
- 1993–1994: 4× Herman (Herman’s Head, Regie, 20 Folgen)
- 1998: The Lionhearts (Drehbuch, 2 Folgen)

## Auszeichnungen
- 2007: Screen Actors Guild: Bestes Ensemble einer Fernsehserie (Die Sopranos)
- 2010: Screen Actors Guild: Bestes Ensemble einer Fernsehserie (Boardwalk Empire)